# تپه گله جار ۲
تپه گله جار ۲ مربوط به عصر آهن دو I است و در شهرستان خرم‌آباد، بخش دوره چگنی، دهستان کشکان، ۱/۵ کیلومتری جنوب شرقی روستای گرکز واقع شده و این اثر در تاریخ ۲۲ اسفند ۱۳۸۵ با شمارهٔ ثبت ۱۸۲۱۴ به‌عنوان یکی از آثار ملی ایران به ثبت رسیده است.